# Pareledone polymorpha
Pareledone polymorpha är en bläckfiskart som först beskrevs av Robson 1930.  Pareledone polymorpha ingår i släktet Pareledone och familjen Octopodidae. Inga underarter finns listade i Catalogue of Life.